# 再審
《再審》（：／）是2017年2月15日上映的一部韓國犯罪剧情片，真人真事改編自2000年發生在韓國全羅北道益山市的「藥村五岔路口殺人事件」，由電影《殘酷的上班》《另一個約定》的導演金兌玧執導，鄭宇、姜河那、金海淑。影片講述目擊者變成殺人犯而震撼韓國的案件，被逼到懸崖邊的律師俊英與坐了十年冤獄的賢宇，為了再次找出事情真相而孤軍奮鬥的故事。

## 演員陣容

### 主要人物
- 鄭宇 飾演 李俊英
- 姜河那 飾演 曹賢宇
- 金海淑 飾演 順仁

### 其他演員
- 李東輝 飾演 毛昌煥
- 韓在英 飾演 白哲基
- 李璟榮 飾演 具弼浩
- 金素辰 飾演 姜孝真
- 閔鎮雄 飾演 吳鍾學
- 李姃垠 飾演 吳美利
- 金榮在 飾演 崔營在
- 成道賢 飾演 車刑警
- 楊熙明 飾演 董刑警
- 朴斗植 飾演 泰九
- 金妍瑞 飾演 秀晶
- 朴哲民 飾演 黃課長
- 金荷娜 飾演 小星
- 崔政憲 飾演 鍾學的朋友
- 河成光 飾演 目擊者
- 全素賢 飾演 婦人
- 全賢淑 飾演 婦人
- 利旻 飾演 鑄造工廠社長
- 李東熙 飾演 計程車司機
- 郭子亨 飾演 茶房老闆
- 朴熙貞 飾演 明熙
- 李政洙 飾演 泰九的手下
- 朴忠煥 飾演 泰九的手下
- 鄭炳浩 飾演 法官
- 朴忠善 飾演 計程車公司常務
- 張赫鎮 飾演 法律學者
- 宋慶義 飾演 國選律師
- 崔鍾南 飾演 Themis理事
- 申元鎬 飾演 秀晶現在的男友
- 鄭炳浩 飾演
- 鄭炳浩 飾演

## 獲獎及提名列表
| 年份   | 頒獎典禮           | 獎項           | 提名者   | 結果 |
| ------ | ------------------ | -------------- | -------- | ---- |
| 2017年 | 第53屆百想藝術大獎 | 最佳新人男演員 | 韓在英   | 提名 |
| 2017年 | 韓國電影閃耀之星獎 | 明星獎         | 金海淑   | 獲獎 |
| 2017年 | 第1屆首爾大獎      | 最佳女配角     | 金素辰   | 提名 |
| 2017年 | 第54屆大鐘獎       | 最佳新人男演員 | 閔鎮雄   | 提名 |
| 2017年 | 第54屆大鐘獎       | 最佳女配角     | 金海淑   | 提名 |
| 2017年 | 第54屆大鐘獎       | 企劃獎         | 《再審》 | 提名 |
| 2017年 | 第38屆青龍電影獎   | 最佳女配角     | 金海淑   | 提名 |

## 外部連結
- NAVER上《再審》的資料
- Daum上《再審》的資料

- 韩国电影数据库（KMDb）上《再審》的資料
- 互联网电影数据库（IMDb）上《再審》的资料（英文）
- 豆瓣电影上《再審》的資料 （简体中文）
- Yahoo奇摩電影上《再審》的資料（繁體中文）
- 開眼電影網上《再審》的資料（繁體中文）
- Box Office Mojo上《再審》的资料（英文）
- 爛番茄上《再審》的資料（英文）
- 《再審》在HanCinema的页面（英文）